# Hippaliosina acutirostris
Hippaliosina acutirostris är en mossdjursart. Hippaliosina acutirostris ingår i släktet Hippaliosina och familjen Hippaliosinidae.
Artens utbredningsområde är Röda havet. Inga underarter finns listade i Catalogue of Life.